# 怪獣の一覧
怪獣の一覧（かいじゅうのいちらん）は、映画やテレビなどに登場した怪獣を挙げる。

## 映画

### 東宝
- 水爆大怪獣 / 怪獣王 ゴジラ（『ゴジラ』（1954年版）他）
  - ちびっ子怪獣 ミニラ（『怪獣島の決戦 ゴジラの息子』、『怪獣総進撃』、『ゴジラ・ミニラ・ガバラ オール怪獣大進撃』、『行け！グリーンマン』、『ゴジラ FINAL WARS』）
  - ベビーゴジラ（『ゴジラvsメカゴジラ』）
    - リトルゴジラ（『ゴジラvsスペースゴジラ』）
    - ゴジラジュニア（『ゴジラvsデストロイア』、『ゴジラアイランド』）

  - ロボット怪獣 メカゴジラ（『ゴジラ対メカゴジラ』、『メカゴジラの逆襲』、『ゴジラvsメカゴジラ』）
    - スーパーメカゴジラ（『ゴジラvsメカゴジラ』）
    - 3式機龍（『ゴジラ×メカゴジラ』、『ゴジラ×モスラ×メカゴジラ 東京SOS』）

  - 古代恐竜 ゴジラザウルス  (『ゴジラVSキングギドラ』)
  - 宇宙凶悪戦闘獣 スペースゴジラ（『ゴジラvsスペースゴジラ』、『ゴジラアイランド』）
    - 　スーパースペシャルスペースゴジラハイグレードタイプ2（『ゴジラアイランド』）

  - ジゴラ（『ゴジラアイランド』）
  - 強足怪獣 ジラ（『GODZILLA』、『ゴジラ FINAL WARS』）
- 暴龍 アンギラス（『ゴジラの逆襲』、『怪獣総進撃』他）
- 雪男（『獣人雪男』）
- 空の大怪獣 ラドン（『空の大怪獣ラドン』、『三大怪獣 地球最大の決戦』他）
- メガヌロン（『空の大怪獣ラドン』、『ゴジラ×メガギラス G消滅作戦』）
  - 古代昆虫 メガニューラ（『ゴジラ×メガギラス G消滅作戦』）
  - 超翔竜 メガギラス（『ゴジラ×メガギラス G消滅作戦』）
- モゲラ（『地球防衛軍』）
  - 対ゴジラ作戦用飛行型機動ロボット MOGERA（『ゴジラvsスペースゴジラ』）
  - プロトモゲラ（『ゴジラアイランド』）
- むささび怪獣 バラン（『大怪獣バラン』、『怪獣総進撃』）
- ヤマタノオロチ（『日本誕生』、『ヤマトタケル』）
- 巨大蛾怪獣 モスラ（『モスラ』(1961年版)、『モスラ対ゴジラ』他）
  - レインボーモスラ（『モスラ2 海底の大決戦』、『モスラ3 キングギドラ来襲』）
    - 水中モスラ（『モスラ2 海底の大決戦』）
    - 鎧モスラ（『モスラ3 キングギドラ来襲』）

  - 戦闘破壊獣 バトラ（『ゴジラvsモスラ』）
  - フェアリーモスラ（『ゴジラvsスペースゴジラ』）
  - フェアリー（『モスラ(1996年版)』、『モスラ2 海底の大決戦』、『モスラ3 キングギドラ来襲』）
  - 原始モスラ（『モスラ3 キングギドラ来襲』）
- 南極怪獣 マグマ（『妖星ゴラス』）
- 海魔 大ダコ（『キングコング対ゴジラ』、『フランケンシュタイン対地底怪獣』、『フランケンシュタインの怪獣 サンダ対ガイラ』）
- 大トカゲ（『キングコング対ゴジラ』）
- 大怪力怪獣 キングコング（『キングコング対ゴジラ』、『キングコングの逆襲』）
  - 電子怪獣 メカニコング（『キングコングの逆襲』）
- 第三の生物 マタンゴ（『マタンゴ』）
- 守護竜 マンダ（『海底軍艦』、『怪獣総進撃』、『ゴジラ FINAL WARS』）
- 宇宙大怪獣 ドゴラ（『宇宙大怪獣ドゴラ』、『ゴジラアイランド』）
- 宇宙超怪獣 / 超ドラゴン怪獣 / 千年竜王 キングギドラ（『三大怪獣 地球最大の決戦』、『怪獣大戦争』他）
  - メカキングギドラ（『ゴジラvsキングギドラ』、『ゴジラアイランド』）
    - ハイパーメカキングギドラ（『ゴジラアイランド』）

  - ドラット（『ゴジラvsキングギドラ』）
  - デスギドラ（『モスラ』(1996年版)）
  - 白亜紀型キングギドラ（『モスラ3 キングギドラ来襲』）
    - キングギドラ（『モスラ3 キングギドラ来襲』）

  - モンスターX（『ゴジラ FINAL WARS』）
    - カイザーギドラ（『ゴジラ FINAL WARS』）
- 改造巨人 フランケンシュタイン（『フランケンシュタイン対地底怪獣』）
  - フランケンシュタインの怪獣 サンダ（『フランケンシュタインの怪獣 サンダ対ガイラ』、『行け!ゴッドマン』、『行け! グリーンマン』）
  - フランケンシュタインの怪獣 ガイラ（『フランケンシュタインの怪獣 サンダ対ガイラ』、『行け!ゴッドマン』、『行け! グリーンマン』）
- 地底怪獣 バラゴン（『フランケンシュタイン対地底怪獣』、『怪獣総進撃』、『ゴジラアイランド』、『ゴジラ・モスラ・キングギドラ 大怪獣総攻撃』）
- 巨大えび怪獣 エビラ（『ゴジラ・エビラ・モスラ 南海の大決闘』、『ゴジラ FINAL WARS』）
- 怪鳥 大コンドル（大ワシ）（『ゴジラ・エビラ・モスラ 南海の大決闘』、『ゴジラ・ミニラ・ガバラ オール怪獣大進撃』）
- 原始恐竜 ゴロザウルス（『キングコングの逆襲』、『怪獣総進撃』、『行け!ゴッドマン』、『ゴジラアイランド』）
- 海獣 大ウミヘビ（『キングコングの逆襲』）
- 両刀怪獣 カマキラス（『怪獣島の決戦 ゴジラの息子』、『ゴジラ・ミニラ・ガバラ オール怪獣大進撃』、『ゴジラ FINAL WARS』）
- 大蜘蛛怪獣 クモンガ（『怪獣島の決戦 ゴジラの息子』、『怪獣総進撃』、『ゴジラ FINAL WARS』）
- グリホン（『緯度0大作戦』）
- 大ネズミ（『緯度0大作戦』）
- コウモリ人間（『緯度0大作戦』）
- 凶悪怪獣 ガバラ（『ゴジラ・ミニラ・ガバラ オール怪獣大進撃』、『行け!ゴッドマン』、『行け!グリーンマン』）
- 大いか怪獣 ゲゾラ（『ゲゾラ・ガニメ・カメーバ 決戦!南海の大怪獣』）
- 大蟹怪獣 ガニメ（『ゲゾラ・ガニメ・カメーバ 決戦!南海の大怪獣』）
- 大亀怪獣 カメーバ（『ゲゾラ・ガニメ・カメーバ 決戦!南海の大怪獣』、『行け！ゴッドマン』、『ゴジラ×モスラ×メカゴジラ 東京SOS』）
- 公害怪獣 ヘドラ（『ゴジラ対ヘドラ』、『ゴジラ FINAL WARS』）
  - ネオヘドラ（『ゴジラアイランド』）
- 未来怪獣 / サイボーグ怪獣 ガイガン（『地球攻撃命令 ゴジラ対ガイガン』、『ゴジラ対メガロ』、『ゴジラアイランド』、『ゴジラ FINAL WARS』）
- 昆虫怪獣 メガロ（『ゴジラ対メガロ』）
- ジェットジャガー（『ゴジラ対メガロ』）
  - メディカルジェットジャガー（『ゴジラアイランド』）
  - 消防ジェットジャガー（『ゴジラアイランド』）
- 伝説怪獣 キングシーサー（『ゴジラ対メカゴジラ』、『ゴジラアイランド』、『ゴジラ FINAL WARS』）
- 恐竜怪獣 チタノザウルス（『メカゴジラの逆襲』）
- ショッキラス（『ゴジラ』(1984年版)）
- バイオ怪獣 ビオランテ（『ゴジラvsビオランテ』）
- シプニオキス（『ゴジラvsメカゴジラ』）
- 海神ムーバ（『ヤマトタケル』）
- クマソ神（『ヤマトタケル』）
- アマノシラトリ（『ヤマトタケル』）
- ウツノイクサガミ（『ヤマトタケル』）
- 完全生命体 デストロイア（『ゴジラvsデストロイア』）
- ガルガル（『モスラ』(1996年版)）
  - ガルガルII（モスラ2 海底の大決戦』）
  - ガルガルIII（『モスラ3 キングギドラ来襲』）
- ドロリン（『ゴジラアイランド』）
- ゴロリン（『ゴジラアイランド』）
- ゴーゴ（『モスラ2 海底の大決戦』）
- ダガーラ（『モスラ2 海底の大決戦』）
- ベーレム（『モスラ2 海底の大決戦』）
- ミレニアン（『ゴジラ2000 ミレニアム』）
  - オルガ（『ゴジラ2000 ミレニアム』）
- ムートー（M.U.T.O.）（『GODZILLA ゴジラ』）
- ベヒモス（『ゴジラ キング・オブ・モンスターズ』）
- スキュラ（『ゴジラ キング・オブ・モンスターズ』）
- メトシェラ（『ゴジラ キング・オブ・モンスターズ』）

#### 東宝映像作品以外の怪獣
- 超ゴジラ（『超ゴジラ』）
- 魔獣 バガン（『モスラVSバガン』『超ゴジラ』）
- ドゴラス（『ゴジラ・ムービースタジオ・ツアー』）
- 雷怪獣 バルグザーダン（『ゴジラトレーディングバトル』）
- 一角大魔獣 ジャルム（『ゴジラトレーディングバトル』）
- GP-547怪獣 ラジン（『ゴジラトレーディングバトル』）
- 吸血怪獣 バルガロン（『ゴジラトレーディングバトル』）
- 海棲怪獣 シーガン（『ゴジラトレーディングバトル』）
- 深海猛毒怪獣 ヴァグノザウルス（『ゴジラトレーディングバトル』）
- G型高機動戦闘ロボット SMG-IInd（『ゴジラジェネレーションズ マキシマム・インパクト』）
- 対G拠点防衛用ロボット戦車 MGR-IInd（『ゴジラジェネレーションズ マキシマム・インパクト』）
- ジャイアント芹沢博士（『ゴジラジェネレーションズ』）
- 溶岩怪獣 オブシディアス（『ゴジラ怪獣大乱闘』、『ゴジラアンリーシュド』米国）
- 結晶怪獣 クリスタラック（『ゴジラ怪獣大乱闘』、『ゴジラアンリーシュド』米国）
- 海棲怪獣 シーバラゴン（『怪獣王ゴジラ』）
- 植物怪獣 ネオ・ビオランテ（『怪獣王ゴジラ』）
- 超強力メカ怪獣 メカゴジラIII（『怪獣王ゴジラ』）
- 超強力メカ怪獣 メカニコングII（『怪獣王ゴジラ』）
- 宇宙怪獣 キングギドラIII世（『怪獣王ゴジラ』）
- サイボーグ怪獣 ネオ・ガイガン（『怪獣王ゴジラ』）
- 合体怪獣 キングゴジラ（『怪獣王ゴジラ』）
- マシーンG（『怪獣王ゴジラ』）
- 三葉虫アノマロカリス外国怪獣 トリロポッド （『Godzilla: Rulers of Earth』米国）
  - ファイナル巨大怪獣 ギター (Magita)（『Godzilla: Rulers of Earth』米国）
- シノムラ（『ゴジラ:アウェイクニング<覚醒>』米国）
- 3式機龍乙型（『ゴジラ対エヴァンゲリオン』、『スーパーロボット大戦X-Ω』）

### 大映、角川
- 大怪獣 ガメラ（『大怪獣ガメラ』他）
- 冷凍怪獣 バルゴン（『大怪獣決闘 ガメラ対バルゴン』、『宇宙怪獣ガメラ』）
- 超音波怪獣 ギャオス（『大怪獣空中戦 ガメラ対ギャオス』、『宇宙怪獣ガメラ』、『ガメラ 大怪獣空中決戦』、『ガメラ3 邪神覚醒』、『小さき勇者たち〜ガメラ〜』）
  - 宇宙ギャオス（『ガメラ対大悪獣ギロン』）
  - イリス（ギャオス変異体）（『ガメラ3 邪神覚醒』）
- 宇宙怪獣 バイラス（『ガメラ対宇宙怪獣バイラス』、『宇宙怪獣ガメラ』）
- 大悪獣 ギロン（『ガメラ対大悪獣ギロン』、『宇宙怪獣ガメラ』）
- 大魔獣 ジャイガー（『ガメラ対大魔獣ジャイガー』、『宇宙怪獣ガメラ』）
  - 吸血幼虫 ジャイガー二世（『ガメラ対大魔獣ジャイガー』）
- 深海怪獣 ジグラ（『ガメラ対深海怪獣ジグラ』、『宇宙怪獣ガメラ』）
- レギオン（『ガメラ2 レギオン襲来』）
- ジーダス（『小さき勇者たち〜ガメラ〜』）
- 大魔神（『大魔神』、『大魔神怒る』、『大魔神逆襲』）
  - ブジン（『大魔神カノン』）

#### 未制作作品の怪獣
- ネズラ（『大群獣ネズラ』）
- 大邪獣 ガラシャープ（『ガメラ対双頭怪獣W』）
- マルコブカラッパ（『ガメラ対双頭怪獣W』）

#### 映像作品以外の怪獣
- フェニックス（『ガメラVS不死鳥（フェニックス）』）
- ギャオスドッグ（『ガメラ2000』）
- ギャオスレイ（『ガメラ2000』）
- ギャオス・アルマジロ（『ガメラ2000』）
- ギャオス；M（KIND）（『ガメラ2000』）
- ネオ・ギャオス（『ガメラ2000』）
- ギャオスソルジャー（『ガメラ2000』）
- ギャオス3（『ガメラ2000』）
- バイオニック・ギャオス（『ガメラ2000』）
- モルフォス（『ガメラ対モルフォス』）
- ギャオス（海棲性）（『ガメラ外伝Ver2.5』）

### 東映
- 怪竜（『怪竜大決戦』）
- 大蝦蟇（『怪竜大決戦』）
- 大蜘蛛（『怪竜大決戦』）
- プレシオサウルス（『恐竜・怪鳥の伝説』）
- ランフォリンクス（『恐竜・怪鳥の伝説』）
- 大怪獣 希望（『大怪獣のあとしまつ』）※松竹と共同制作

### 日活
- 大巨獣 ガッパ（『大巨獣ガッパ』）
- オベリスク島の怪鳥（『大巨獣ガッパ』）

### 松竹
- 宇宙大怪獣 ギララ（『宇宙大怪獣ギララ』、『ギララの逆襲/洞爺湖サミット危機一発』、『男はつらいよ 寅次郎真実一路』）
- タケ魔人（『ギララの逆襲/洞爺湖サミット危機一発』）
- トカゲ型怪獣（『大怪獣東京に現わる』）
- カメ型怪獣（『大怪獣東京に現わる』）
- 締ルノ獣（『大日本人』）
- 跳ルノ獣（『大日本人』）
- 匂ウノ獣（『大日本人』）
- 童ノ獣（『大日本人』）
- 睨ムノ獣（『大日本人』）
- ミドン（『大日本人』）
- ガッパリオ・ガッパ・フラビウム（大怪獣 ガッ★）（『THE NEXT GENERATION パトレイバー』）

### ハピネット・ピクチャーズ
- ネズラ（『最強獣誕生 ネズラ -NEZULLA-』）

### その他の映画
- 増殖怪獣 バグジュエル（『帰ってきたウルトラマン マットアロー1号発進命令』）
- 八本首怪獣 八岐之大蛇（『八岐之大蛇の逆襲』）
- 深海獣 レイゴー（零号）（『深海獣レイゴー』）
- 大恐竜 モッシー（『モーレツ怪獣大決戦』）
- 宇宙ウナギ メトロカバヤン（『モーレツ怪獣大決戦』）
- 海人 デビルコバヤン（『モーレツ怪獣大決戦』）
- 熱線獣 ヒーター（『モーレツ怪獣大決戦』）
- メロン原人 メロメロン（『モーレツ怪獣大決戦』）
- 怪獣王 キングドン（『モーレツ怪獣大決戦』）
- 水素獣 エッチ（『モーレツ怪獣大決戦』）
- 妖怪巨大女 プリティ・アサヤン（『モーレツ怪獣大決戦』）
- 惑星大怪獣 ネガドン（『惑星大怪獣ネガドン』）
- 深海獣 雷牙（『深海獣雷牙』）
- 長髪大怪獣 ゲハラ（『長髪大怪獣ゲハラ』）
- 宇宙怪獣 デメキング（『デメキング』）
- デスカッパ（『デスカッパ』）
- ハンギョラス（『デスカッパ』）
- 本格怪獣 コベラ（『地球防衛ガールズP9』）
- 宇宙怪獣 ベムラス（『地球防衛未亡人』）
- 巨大カメ ラブちゃん（『ラブ&ピース』）
- 岩石怪獣 ガンドラー（『劇場版セーラーファイト!』）
- 大怪獣 モノ（『大怪獣モノ』）
- タコ怪獣 タッコラ（『三大怪獣グルメ』）
- イカ怪獣 イカラ（『三大怪獣グルメ』）
- カニ怪獣 カニーラ（『三大怪獣グルメ』）
- カプセル怪獣（『8日で死んだ怪獣の12日の物語』）
- カプセル怪獣 ロピ（『8日で死んだ怪獣の12日の物語』）
- 合体怪獣 ヴァイラスキング（『特撮喜劇 大木勇造 人生最大の決戦』）

### 海外

#### アメリカ
- キングコング (『キング・コング』他)
  - レディコング (『キングコング2』)
- スカル・クローラー（『キングコング:髑髏島の巨神』）
- バンブー・スパイダー（『キングコング:髑髏島の巨神』）
- スケル・バッファロー（『キングコング:髑髏島の巨神』）
- リバー・デビル（『キングコング:髑髏島の巨神』）
- サイコ・バルチャー（『キングコング:髑髏島の巨神』）
- スポア・マンティス（『キングコング:髑髏島の巨神』）
- リドサウルス（『原子怪獣現わる』）
- イーマ（『地球へ2千万マイル』）
- ガルガメス（『ガルガメス』）
- ザルコー（『巨大怪獣ザルコー』）
- グジラ（『大怪獣襲来グジラ』）
- メギラ（『大怪獣出現』）
- サラマンダー（『サラマンダー』）
- Q（『空の大怪獣Q』）
- 大怪獣（『スカイキャプテン ワールド・オブ・トゥモロー』）
- クローバー（『クローバーフィールド/HAKAISHA』）
- 電磁波暴獣 レザーバック （『パシフィック・リム』）
- 凶悪翼獣 オオタチ（『パシフィック・リム』）
  - 赤子怪獣 オオタチ幼獣（『パシフィック・リム』）
- 尖兵怪獣 アックスヘッド（『パシフィック・リム』）
- 衝角怪獣 ナイフヘッド（『パシフィック・リム』）
- 破城怪獣 ムタヴォア（ブレードヘッド）（『パシフィック・リム』）
- 甲殻怪獣 オニババ（『パシフィック・リム』）
- 突貫角獣 スカナー（『パシフィック・リム』）
- 巨顎海獣 ライジュウ（『パシフィック・リム』）
- 大魔獣帝 スラターン（『パシフィック・リム』）
- 怪獣寺院 レッコナー（『パシフィック・リム』）
- インスレクター（『パシフィック・リム: アップライジング』）
- ハクジャ（『パシフィック・リム: アップライジング』）
- シュライクソーン（『パシフィック・リム: アップライジング』）
- ライジン（『パシフィック・リム: アップライジング』）
- メガ・カイジュウ（『パシフィック・リム: アップライジング』）
- アイスコング（『アイス・コング』）
- 尻怪獣 アスラ（『尻怪獣アスラ』）
- スクロトン（『尻怪獣アスラ』）

#### その他の国
- コンガ（『巨大猿怪獣コンガ』米国＝英国）
- ゴルゴ（『怪獣ゴルゴ』英国）
- ビヒモス（『海獣ビヒモス』英国）
- レプティリカス（『冷凍凶獣の惨殺』デンマーク）
- クィーン・コング（『クィーン・コング』イタリア）
- 北京原人（『北京原人の逆襲』香港）
- ヤンガリー（『大怪獣ヨンガリ』他。韓国）
- サソリゲス（『怪獣大決戦ヤンガリー』韓国）
- グエムル（『グエムル-漢江の怪物-』韓国）
- A*P*E（『A*P*E』韓国）
- プルガサリ（『プルガサリ 伝説の大怪獣』北朝鮮）

## テレビ

### 1958年
- 月光仮面
  - マンモスコング

### 1960年
- 怪獣マリンコング
  - マリンコング
    - 1号
    - 2号
- ナショナルキッド
  - ギャプラ

### 1966年
- ウルトラQ
  - 詳しくは「ウルトラ怪獣一覧」を参照
- 泣いてたまるか
  - ナキラ
- マグマ大使
  - 詳しくは「登場怪獣」を参照
  - 宇宙の帝王 ゴア
    - 宇宙怪獣 ゴアゴンゴン

  - 大恐竜
  - 宇宙怪獣 モグネス
  - バドラ
  - 音波怪獣 フレックス
  - ルゴース2号
  - アロン
  - ルゴース3号
  - ガレオン
  - ドロックス
  - ストップゴン
  - スペクター
  - ダコーダ
  - サルタン
  - ミクロン人間
  - 巨人人間
  - テラバーデン
  - 怪虫ピドラ
  - 宇宙植物 ネスギラス
  - 毒ガス海獣 サソギラス
  - グラニア
  - バラモン
  - 幻怪獣 バルザス
  - マグネット怪獣 ジギラ
  - 怨霊怪獣 海坊主
  - 電磁波怪獣 カニックス
  - 再生怪獣 キンドラ
- ウルトラマン
  - 詳しくは「ウルトラ怪獣一覧」を参照
- 悪魔くん
  - ペロリゴン
  - モルゴン
- 快獣ブースカ
  - 詳しくは「円谷怪獣一覧」を参照

### 1967年
- キャプテンウルトラ
  - バンデル星人
  - 怪星獣 バンデラー
    - 改造バンデラー

  - 磁石怪獣 ガルバン
  - 原始怪獣 ブルコング
  - 怪生物 バンデルエッグ
  - まぼろし怪獣 ゴースラー
  - 金属人間 メタリノーム
  - コメット怪獣 ジャイアン
  - 雷雨怪獣 アメゴン
  - 合成怪獣 バクトン
  - ゆうれい怪獣 キュドラ
  - 神話怪獣 ウルゴン
  - スペクトル怪獣 シャモラー
  - 電波怪物 ラジゴン星人
  - プロメザウルス
- 仮面の忍者 赤影
  - ガンダ
  - ガバリ
  - アゴン
  - ドグマ
  - ガッポ
  - ジャコー
  - グロン
  - ギロズン
  - ガガラ
  - ザバミ
  - バビラン
  - ジジゴラ
- ウルトラセブン
  - 詳しくは「ウルトラ怪獣一覧」を参照
- 忍者ハットリくん+忍者怪獣ジッポウ
  - 忍者怪獣 ジッポウ
- ジャイアントロボ
  - 大海獣 ダコラー
  - 宇宙植物 サタンローズ
  - 妖獣 ライゴン
  - 忍者怪獣 ドロゴン
  - イカゲラス
  - 両面怪獣 ダブリオン
  - 電流怪獣 スパーキィ
  - 合成怪獣 アンバラン
  - ガンモンス
  - 冷却怪獣 アイスラー
- 怪獣王子
  - ネッシー
  - テラノドン
  - ゴズラス
  - エダホザウルス
  - シシ龍
  - ヨロイ龍
  - 角龍
  - 剣龍
  - ジアトリマ
  - シーラゴン
  - イグアナドン
  - ジゴロドン（パタセパウロザウルス）
  - サンドラゴン
  - パキセファロザウルス

### 1968年
- 戦え! マイティジャック
  - 詳しくは「円谷怪獣一覧」を参照
- 幻の大怪獣 アゴン
  - アゴン

### 1969年
- 魔神バンダー
  - アメールバー

### 1970年
- ウルトラファイト
  - 詳しくは「ウルトラ怪獣一覧」を参照
- ジャングルプリンス
  - ロボラ
  - アリの魔神

### 1971年
- スペクトルマン
  - 詳しくは「登場怪獣」を参照
  - 公害怪獣 ヘドロン
    - 再生怪獣 ネオヘドロン

  - おとり怪獣 ミドロン
  - 地中怪獣 ゼロン
  - ゴキブリ怪獣 ゴキノザウルス
    - ゴキブリ怪獣 再生ゴキノザウルス

  - 合成怪獣 ネズバードン
    - 合成怪獣 再生ネズバートン

  - 廃棄物人間怪獣 ダストマン
  - 合成地震怪獣 モグネチュードン
    - 合成怪獣 再生モグネチュードン

  - サイボーグ怪獣 サンダーゲイ
  - シロアリ怪獣 バクラー
  - 原始生物
  - 寄生宇宙人 ズノウ星人
  - 二刀流ドリル怪獣 ギラギンド
  - 交通事故怪獣 クルマニクラス
  - 拘束怪獣 バロンザウルス
    - 拘束怪獣 再生バロンザウルス

  - 隕石怪獣 サタンキング
    - 隕石怪獣 再生サタンキング

  - 地底怪獣 マグラー
  - サイボーグ怪獣 X（シルバーロボ）
  - スモッグ怪獣 モッグス
    - 再生スモッグ怪獣 モッグス2

  - 伝説怪獣 サラマンダー
  - ザリガニ深海獣 ザリガニンド
  - 海草深海獣 スピンコブラー
  - 古代怪獣 三つ首竜
  - 月世界獣 ムーンサンダー
  - 人喰い墓場怪獣 ベガロン
  - 遺跡ロボット スフィンクス
    - 遺跡ロボット スフィンクス怪獣
      - 改造ロボット クモ怪獣

  - ガス怪獣 メタノドン
  - 溶岩怪獣 マグマザウルス
  - 幻想怪獣 テングドン
  - 先生怪獣 カバゴン
  - 宇宙吸血鬼 キュドラー
  - ガマガエル怪獣
  - 巨大犬怪獣 ボビー
  - 天才怪獣 ノーマン
  - ロボット怪獣 ブラックドラゴン
  - にせスペクトルマン
  - 原始怪獣 マウントドラゴン
  - コンピューター怪獣
  - 合体怪獣 巨大草人間
  - まぼろし怪獣 ゴルダ
  - 人殺し怪獣 ドクロン
  - チビッコ怪獣 キートット
  - サイボーグ怪獣 デサイトマン
  - 化石怪獣 ガレロン（本編未登場）
- 帰ってきたウルトラマン
  - 詳しくは「ウルトラ怪獣一覧」を参照
- シルバー仮面
  - サソリンガ
  - ヤマシロ
  - ギラスモン
- ミラーマン
  - 詳しくは「円谷怪獣一覧」を参照

### 1972年
- ウルトラマンA
  - 詳しくは「ウルトラ怪獣一覧」を参照
- レッドマン
- 緊急指令10-4・10-10
  - 詳しくは「円谷怪獣一覧」を参照
- サンダーマスク ※本作では魔獣という名称
  - 詳しくは「サンダーマスク」を参照
  - 超音速魔獣 コンコルン
  - 大回転魔獣 タイヤーマ
  - 熱エネルギー魔獣 パラジュードン
  - 冷凍魔獣 ライドン
  - 吸血魔獣 サメラ
  - 砂地獄魔獣 ハカイダー
  - 巨鯨魔獣 ボエール
  - 円盤魔獣 ベンバーン
  - ドリル魔獣 ドリリング
  - 溶解魔獣 ドロドロン
  - 甲冑魔獣 ザリバザーン
  - 大恐竜魔獣 メガトロン
  - 火炎魔獣 ガエンボー
  - 煙幕魔獣 デーゴンH
  - 鋼鉄魔獣 ギリゴリン
  - 電波魔獣 デレビング
  - 発電魔獣 バッテラー
  - 脳波魔獣 シンナーマン
  - 重戦車魔獣 ギャダビラン
  - 放射能魔獣 ゲンシロン
  - 誘導弾魔獣 ミザイラー
  - 毒ガス魔獣 ガスタング
  - 鳥獣 レイドーゴン
  - 鋼鉄魔獣 鉄人13号
  - 不死身魔獣 トカゲラス
  - 古代魔獣 バンボス（未登場）
  - 大旋風魔獣 グリーダー（未登場）
  - 台風魔獣 バイブロン（未登場）
- 行け!ゴッドマン
  - キンガー
  - ガバラ　
  - ゴーストン
  - ヤスゴン
  - ツノケラー
  - ツノシルバー
  - ゴロザウルス
  - マダラン
  - ギャットラー
  - モモングラー
  - カメーバ
  - フォルゴン
  - ボルペス
  - イモゴラス
  - ブルマン
  - ドンゴラー
  - スケルトマンNo.1
  - スケルトマンNo.2
  - サンダ
  - ガイラ
  - トランカー　
  - ホッター
  - グリーンマスク
  - フントラー
  - バットマン
  - カッパルゲ
  - ティボラス星人
  - オストタム
  - ツノジラス
  - エレファンダー
  - トットザウルス
  - シラージ
  - ウルフラー
  - ゲジルバ
  - トリローン
  - イボギラー
  - ステゴジラス
  - アクモン
- 突撃! ヒューマン!!
  - ジャイロック
  - レッドロック
  - キングタコラス
  - ストック
- アイアンキング
  - 怪獣ロボット ザイラユニコン
  - 怪獣ロボット トンガザウルス
  - 怪獣ロボット ジュラスロン
  - 怪獣ロボット カプリゴン
  - 怪獣ロボット トラギラス
  - 怪獣ロボット ドジラ
  - 怪獣ロボット クマゴロス
  - 宇虫怪獣 カブトロン
  - 宇虫怪獣 カマギュラス
  - 宇虫怪獣 キリギロン
  - 宇虫怪獣 カンガロール
  - 宇虫怪獣 ゴキブラー
  - 宇虫怪獣 クリケットン

### 1973年
- ファイヤーマン
- ジャンボーグA
  - 詳しくは「円谷怪獣一覧」を参照
- 魔人ハンター ミツルギ
  - 詳しくは「サソリ軍団」を参照
  - 甲冑怪獣 デノモン
  - 宇宙怪獣 ゴールドサタン
  - 巨大妖虫 ムカデラー
  - 黄金妖怪 カネクジラ
  - 地震怪獣 グラグラン
  - 二頭象 ガンダラー
  - 巨大要塞 ロードス
  - ツチノコ怪獣 モグロン
  - 原始怪鳥 ベラドン
  - 昆虫怪獣 カブトン
  - 狛犬怪獣 コマンガー
  - 磁力怪獣 マグネッシー
- 流星人間ゾーン ※本作では恐獣という名称
  - 大砲恐獣 レッドスパーク
  - 磁力恐獣 ジキロ
    - 超磁力恐獣 スーパージキロ

  - 地底恐獣 デストロキング
  - 四次元恐獣 ドロラ
  - ゴジラ
  - 破壊恐獣 ワルギルガー
  - レーザー恐獣 スパイラー
  - 宇宙超恐獣 キングギドラ
  - 角恐獣 ドラゴンキング
  - とげ恐獣 ギルマラス
  - 赤色頭脳恐獣 ゲルデラー
  - 蜘型恐獣 スパイダウロス
  - 巨大猿恐獣 ガロガゴリラ
  - エネルギー恐獣 シャドラー
  - 奇形恐獣 シップドロー
  - 未来恐獣 ガイガン
  - 最強恐獣 バラギドン
  - 電子恐獣 ガロボーグ
  - ミサイル恐獣 デットラゴン
  - 土食い恐獣 ザンドラ
  - ドリル恐獣 モグランダ
  - 変身恐獣 バルガラス
  - 爆弾恐獣 ガンダーギラス
  - 双頭恐獣 ゴラム
  - 軟体恐獣 ジュラー
    - 再生恐獣 カスタムジュラー

  - 大恐獣 バクゴン
  - 針吹き恐獣 ニードラー
  - 甲ちゅう恐獣 カブトギラー
  - 幻覚恐獣 グロテガウロス
- ウルトラマンタロウ
  - 詳しくは「ウルトラ怪獣一覧」を参照
- 行け! グリーンマン
  - ガラメドン
  - アントギラス
  - ゲジル
  - ガイラ
  - ブルプル
  - ツノジラス
  - ストック
  - バリンガー
  - メガヘルツ
  - ドラゴンダ
  - トットザウルス
  - ダンバラギ
  - キングタコラス
  - ガバラ
  - ギャロン
  - モォットレス
  - ブルゲリラ
  - ドロク星人
  - スパイダー
  - フォックザウス
  - ブランカー
  - イボギラー
  - ゴワラックドン
  - ジャイロック
  - ダンケッド
  - セグロ1号
  - インベルン
  - ローバブラ
  - ギリンガ
  - レッドロック
  - サンダ
  - シビレゴン
  - ザリゾン
  - フラッシャー
  - ステゴジラス
  - ティボラス星人
  - ヤスゴン
  - ゴリラ
  - シラージ
  - アクモン
  - カッパルゲ
  - キューパット
  - ホッター
  - ミニラ
  - フォンシュラゴン
- クレクレタコラ
  - タコラ
  - チョンボ
  - モンロ
  - イカリー
  - シクシク
  - ヘララ
  - デブラ
  - トロロ
  - ビラゴン

### 1974年
- ウルトラマンレオ
  - 詳しくは「ウルトラ怪獣一覧」を参照

### 1977年
- 小さなスーパーマン ガンバロン
  - オソロシゴリラ
- 恐竜大戦争アイゼンボーグ
  - 詳しくは「円谷怪獣一覧」を参照

### 1978年
- コメットさん
  - アカゴン
- 恐竜戦隊コセイドン
  - 詳しくは「円谷怪獣一覧」を参照

### 1979年
- 炎の超人メガロマン
  - 双鎌獣 カマギドン
  - 火尖獣 ゴラン
  - 合体怪獣 ザニンガ
  - マグネット怪獣 ドブラ
  - 保護色怪獣 ガメレアン
  - スモーク怪獣 ズボーグ
  - マグマ怪獣 テルモス
  - 鋼鉄怪獣 スチルネス
  - ブルドーザー怪獣 ドラドーザー
  - 電波怪獣 ジャマード
  - 合体怪獣 ヌンチャック
  - かみそり怪獣 レザックス
  - 一つ目怪獣 ミラモノクル
  - 毒ガス怪獣 ボアレイン
  - 一角怪獣 ユニゴン
  - 冷凍怪獣 パラボランI
    - 冷凍怪獣 パラボランII

  - アブク怪獣 ギャンザー
  - 合体怪獣 アルムンガ
    - 合体怪獣 再生アルムンガ

  - ミイラ怪獣（不死身怪獣） ゾンビロン
  - 吸盤怪獣 スイドラス
  - ハリケーン怪獣 バリゲーン
  - 爆弾怪獣 ボンバロン
  - のこぎり怪獣 ソーンガー
  - さめ怪獣 シャークロン
  - 吸血怪獣 バギューマ
  - 悪魔怪獣 ザターン
  - 蜘蛛怪獣 ズバイダー
  - 光線怪獣 ジャドンガ
  - 野牛怪獣 バッファローン
  - 戦斗怪獣 テロギラス
  - スパーク怪獣 デスパー
  - 仮面怪獣 ダガー
- 仮面ライダー（スカイライダー）
  - ネオショッカー大首領

### 1980年
- ウルトラマン80
  - 詳しくは「ウルトラ怪獣一覧」を参照

### 1983年
- アンドロメロス
  - 詳しくは「ウルトラ怪獣一覧」を参照

### 1985年
- 巨獣特捜ジャスピオン ※本作では巨獣という名称
  - マリゴス
  - ハネダー
  - テツゴス
  - ナマゲラス
    - 再生ナマゲラス

  - ガイオス
  - ギガ
  - ゲルゴン
    - ゲルゴン（2代目）

  - イワゴリーラ
  - オニデビラー
  - キダマー
  - ピラザール
  - ガマゴラス
  - カベゴンタ
  - ポートサンキ
  - ヘッドトリマー
  - ウミブラー
  - ハカバーン
  - マグネーダー
  - クモーダ
  - シシオーン
  - モケ
  - ドンゲス
  - ボーガー
  - ソドモン
    - ソドモン（2代目）

  - アイガー
    - 改造アイガー
    - アイガー（2代目）

  - ガスラー
    - ガスラー （2代目）

  - バルーム
    - 風船生命体

  - デスチラス
  - マジン
    - マジン（2代目）

  - フォードン
  - サタンゴース
  - ジムシ
  - エビゾール
  - ミーヤ
  - アクァロッキー
    - アクァロッキー（2代目）

  - ダイヤゴラス
  - デストラン
  - 大サタンゴース
  - バドルゲス

### 1988年
- 世界忍者戦ジライヤ
  - 妖魔巨獣 ゴーマ

### 1990年
- ウルトラマングレート
  - 　詳しくは「ウルトラ怪獣一覧」を参照
- やっぱり猫が好き
  - ブジラ

### 1993年
- 電光超人グリッドマン
  - 詳しくは「円谷怪獣一覧」を参照
- セーラーファイト!
  - 名古屋怪獣 ドイゲラス
  - 疑似岩石怪獣 ガンモドキ
  - イド星人
  - 赤色火炎怪獣 アカジィ
    - 紅色火炎怪獣 ネオアカジィ

  - 青色発泡怪獣 アオジィ
  - 最強怪獣 ミドログロン
    - 山怪獣 ヤマグロン
    - 海怪獣 ウミグロン

  - 怪ロボット スパルタンGX
  - 宇宙怪獣 ギンガロン
  - 宇宙大怪獣 ネギトロドン
  - カマカマ星人

### 1995年
- ウルトラマンパワード
  - 詳しくは「ウルトラ怪獣一覧」を参照

### 1996年
- 激走戦隊カーレンジャー
  - ブレーキング
    - 改造ブレーキング
- ウルトラマンティガ
  - 詳しくは「ウルトラ怪獣一覧」を参照

### 1997年
- ウルトラマンダイナ
  - 詳しくは「ウルトラ怪獣一覧」を参照

### 1998年
- 星獣戦隊ギンガマン ※本作では魔獣という名称
  - 魔獣 ダイタニクス
  - 地球魔獣
- ウルトラマンガイア
  - 詳しくは「ウルトラ怪獣一覧」を参照

### 1999年
- ブースカ!ブースカ!!
  - 詳しくは「円谷怪獣一覧」を参照
- ウルトラマンナイス
  - 詳しくは「ウルトラ怪獣一覧」を参照

### 2000年
- 鉄甲機ミカヅキ ※本作ではイドムという名称
  - 思念獣 スイカイドム
  - 思念獣 ドアイドム
  - 思念獣 フウリンイドム
  - 思念獣 タマゴイドム
    - 思念獣 イドムギリーク

  - 思念獣 イエイドム（ハウスイドム）

### 2001年
- ウルトラマンコスモス
  - 詳しくは「ウルトラ怪獣一覧」を参照

### 2003年
- 超星神グランセイザー
  - アケロン大星獣
    - クローンアケロン大星獣

  - 大怪獣 トロイアス
  - 宇宙怪獣 キャブレオン
- セーラーファイト!2003
  - 凶悪怪獣 ナルトン

### 2004年
- ウルトラQ dark fantasy
- ウルトラマンネクサス
  - 詳わしくは「ウルトラ怪獣一覧」を参照
- 幻星神ジャスティライザー
  - 宇宙巨獣 デフロッグ
  - 宇宙巨獣 トロイドン
  - 宇宙巨獣 バグリアン
  - 宇宙巨獣 デッドラー
  - 宇宙巨獣 ギルモネ
  - 宇宙巨獣 キングゼロ
  - 宇宙巨獣 デボラス
  - 宇宙巨獣 スカラベレス
  - 宇宙巨獣 グラスター
  - 暗黒巨獣 バハドーク
  - 合成魔獣 ザリガン
  - 宇宙巨獣 エグゼリオン
  - メカ巨獣 メガリオン

### 2005年
- オモチャキッドDX
  - 凶悪怪獣 キングマグマー
    - 強化キングマグマー
- ウルトラマンマックス
  - 詳しくは「ウルトラ怪獣一覧」を参照
- 超星艦隊セイザーX
  - 宇宙恐獣 レイザース
  - 宇宙恐獣 ウィンミラー
  - 宇宙恐獣 バードレス
  - 合成恐獣 ビグスタッグ
  - 合成恐獣 グラプター
  - 未来恐獣 デスパー
  - 未来恐獣 ネオデスパー
  - 未来恐獣 ディロス
  - 合体恐獣 レイミラード
  - メカ巨獣 メガリオン
  - 暗黒恐獣 ダークゲラン

### 2006年
- ウルトラマンメビウス
  - 詳しくは「ウルトラ怪獣一覧」を参照
- 生物彗星WoO
  - 詳しくは「円谷怪獣一覧」を参照

### 2007年
- Kawaii! JeNny
  - ゴミモンスター
- ULTRASEVEN X
- ウルトラギャラクシー大怪獣バトル
  - 詳しくは「ウルトラ怪獣一覧」を参照

### 2008年
- ウルトラギャラクシー大怪獣バトル NEVER ENDING ODYSSEY
  - 詳しくは「ウルトラ怪獣一覧」を参照

### 2010年
- MM9-MONSTER MAGNITUDE-
  - 粘性増殖怪獣 こんにゃく岩
  - 噴射怪獣 シッポン
  - アサマンダー
  - 斬鋭怪獣 ザメゴン
  - 伝説怪獣 ヌーさん
  - 植物音波怪獣 メガドレイク
  - 四翼怪獣 スカイウォーカー
  - 古代怪獣 フルドネラ（老体）
    - 古代怪獣 フルドネラ（亜成体）
- 私が初めて創ったドラマ 怪獣を呼ぶ男
  - 干潟怪獣 ワラボス

### 2011年
- 薩摩剣士隼人
  - 守護神怪獣 イッシー
    - 暗黒怪獣 ダークイッシー
    - 究極怪獣 デビルイッシー
    - 灼熱怪獣 ヒートイッシー
- ウルトラゾーン
  - 詳しくは「ウルトラ怪獣一覧」を参照

### 2012年
- ウルトラゼロファイト
  - 詳しくは「ウルトラ怪獣一覧」を参照

### 2013年
- ネオ・ウルトラQ
- ウルトラマンギンガ
  - 詳しくは「ウルトラ怪獣一覧」を参照
- 衝撃ゴウライガン!!
  - 超真界皇

### 2014年
- ウルトラマンギンガS
  - 詳しくは「ウルトラ怪獣一覧」を参照

### 2015年
- ウルトラファイトビクトリー
- ウルトラマンX
  - 詳しくは「ウルトラ怪獣一覧」を参照
- 20世紀未来ロボット防衛隊テデロス
  - 大怪獣 ジメラ
  - 大海獣 エビレオン
  - 大空獣 バメール
  - フラン星人
  - 大恐竜 ステゴサウルス
  - 宇宙恐竜 キングゴドラス

### 2016年
- ウルトラマンオーブ
  - 詳しくは「ウルトラ怪獣一覧」を参照

### 2017年
- ウルトラファイトオーブ
- ウルトラマンジード
  - 詳しくは「ウルトラ怪獣一覧」を参照

### 2018年
- 荒神
  - つちみかどさま
- フォーカード
  - 銀河怪獣 ギャラクスス
    - コギャラクスス
- ウルトラマンR/B
  - 詳しくは「ウルトラ怪獣一覧」を参照

### 2019年
- 騎士竜戦隊リュウソウジャー ※本作ではマイナソーという名称
  - マイナソー完全体（ドラゴンマイナソー）
- 第1話
  - 巨大少女 ギガコ
- ウルトラマンタイガ
  - 詳しくは「ウルトラ怪獣一覧」を参照

### 2020年
- ウルトラマンZ
  - 詳しくは「ウルトラ怪獣一覧」を参照

### 2021年
- ウルトラマントリガー NEW GENERATION TIGA
  - 詳しくは「ウルトラ怪獣一覧」を参照
- 超速パラヒーロー ガンディーン
  - 先兵怪獣 ラゲルト

### 2022年
- ウルトラマンデッカー
  - 詳しくは「ウルトラ怪獣一覧」を参照
- TAROMAN 岡本太郎式特撮活劇 ※本作では奇獣という名称
  - 飛行奇獣「森の掟」
  - 無籍奇獣「無籍動物」
  - 梵鐘奇獣「歓喜」
  - 侵略奇獣「河童星人」
  - 予知奇獣「未来を見た」
  - 癇癪奇獣「駄々っ子」
  - 高速奇獣「疾走する眼」
  - 小型奇獣「みつめあう愛」
  - 双腕奇獣「赤い手」「青い手」
  - 剛腕奇獣「傷ましき腕」
  - 知能奇獣「午後の日」
  - 複顔奇獣「こどもの樹」
  - べらぼう奇獣「太陽の塔」
  - ロボット奇獣「重工業」
  - 巨顔奇獣「にらめっこ」
  - 自然奇獣「石と樹」
  - 奇獣「未来を招く塔」
  - 奇獣「リボンの子」
  - 奇獣「あしあと」
  - 奇獣「若い夢」or「若い泉」
  - 奇獣「犬の植木鉢」
  - 拒否奇獣「座ることを拒否する椅子」（未登場）
  - 幻想奇獣「赤い兎」（未登場）
  - 誘拐奇獣「露店」（未登場）
  - 変化奇獣「変身」（未登場）
  - 伝説奇獣「樹霊」（未登場）
  - 友好奇獣「ダンス」（未登場）
  - 正義奇獣「水差し男爵」（未登場）
  - 極彩奇獣「青」「赤」「緑」（未登場）
  - 宇宙奇獣「月の壁」（未登場）
  - 未来奇獣「ラプラス」（未登場）
  - （正義の）ロボット奇獣「重工業T」（未登場）
  - 古代奇獣「縄文人」（未登場）
  - 否定奇獣「Mr.ノン」（未登場）
  - 雷奇獣「電撃」（未登場）
  - 雷奇獣「雷人」（未登場）
  - 神話奇獣「明日の神話」（未登場）
  - 軍隊奇獣「トランプ」（未登場）

### 2023年
- ウルトラマンブレーザー
  - 詳しくは「ウルトラ怪獣一覧」を参照
- 帰ってくれタローマン ※本作では奇獣という名称
  - 飛行奇獣 森の掟
  - 梵鐘奇獣 歓喜
  - 侵略奇獣 河童星人
  - 予知奇獣 未来を見た
  - 癇癪奇獣 駄々っ子
  - 高速奇獣 疾走する眼
  - 小型奇獣 みつめあう愛
  - 双腕奇獣 赤い手
  - 双腕奇獣 青い手
  - 豪腕奇獣 傷ましき腕
  - 知能奇獣 午後の日
  - 複顔奇獣 こどもの樹
  - べらぼう奇獣 太陽の塔
  - ロボット奇獣 重工業
  - 巨顔奇獣 にらめっこ
  - 自然奇獣 石と樹
  - 奇獣 未来を拓く塔
  - 奇獣 あしあと
  - 奇獣 リボンの子
  - 奇獣 犬の植木鉢

## オリジナルビデオ
- ウルトラマンVS仮面ライダー
- ウルトラスーパーファイト
- ウルトラセブン誕生30周年記念3部作
- ウルトラセブン1999最終章6部作
- ウルトラセブン誕生35周年"EVOLUTION"5部作
- ウルトラマンネオス
- ウルトラマンティガ外伝 古代に蘇る巨人
- ウルトラマンダイナ 帰ってきたハネジロー
- ウルトラマンガイア ガイアよ再び
- ウルトラマンメビウス外伝 アーマードダークネス
- ウルトラマンメビウス外伝 ゴーストリバース
- ウルトラ銀河伝説外伝 ウルトラマンゼロVSダークロプスゼロ
- ウルトラマンゼロ外伝 キラー ザ ビートスター
  - 詳しくは「ウルトラ怪獣一覧」を参照
- ミラーマンREFLEX
  - 詳しくは「円谷怪獣一覧」を参照
- 地球防衛少女イコちゃん
  - ペンタザウルス
  - ダミー怪獣 トライドン
  - 欲望生命体 ジャボウ
  - 無人車怪獣 ムジンダー
- プリティエグゼクター
  - リザード・デストロイヤー
- 江口寿史のなんとかなるでショ!
  - ウメラ
  - ンダナス
- 大予言/復活の巨神
  - 大巨人 トリスメジスタン
- SFX巨人伝説ライン
  - 大鎌怪獣 グラムロック
  - 暴君怪獣 バクシーザー
  - 赤色首長竜 ブラッドスウェット
  - 強顎怪獣 BBキング
  - エッグモンスター
  - 超重量怪獣 ヴァヴォラ
  - 刀角怪獣 ヴァイオン
  - 吸血怪獣 グモン
  - 甲殻海底怪獣 ガルブラー
  - 流星珍獣 ギャモン
  - 多角怪獣 ブラックサバス
  - 電撃怪獣 ゴロマキング
  - 有翼怪獣 ドドゴ
  - 鋼鉄獣 ロックゴン
  - 機甲怪獣 バグズン
  - 宇宙武人 バルディクスエイリアン
  - 不審獣 レッドコング
- セーラーファイト!甦るマルサン怪獣帝国
  - 深海人類 トルトス海人
  - 岩石怪獣 ザガラウス
- 星獣戦隊ギンガマンVSメガレンジャー
  - 魔獣 ゲルマディクス
- 救急戦隊ゴーゴーファイブVSギンガマン
  - 暗闇獣
- ヴィジュアル・バンディッツ
  - 巨大生物
- 星間特捜アサルトマン
  - 無法星人 ジャンゴー
  - 亀甲獣 オニガメス
  - 暴君怪獣 バクシーザー
  - 宇宙武人 ヴァルディクス
- 星間特捜アサルトライザー
  - ロイツ星人
  - 有翼怪獣 ドドゴ
  - 暴君怪獣 バクシーザー
  - 鉄鋼獣 ロックゴン
  - 力獣 金剛コング
  - 宇宙浪士 テイゾー
- 超忍者隊イナズマ!
  - ムシゴン
- クラッシャーカズヨシ
  - ホモラ
  - ほしくい
  - まこと虫
  - たくあん
  - 中沢怪獣軍団
  - 犬怪獣
- 五龍奇剣士（中国語版）
  - 電吸怪獣 エネスタン
  - 魔獣怨念
  - 侵略宇宙人 カエラ

## ゲーム
- 桃太郎電鉄シリーズ
  - ドジラ
    - ミミラ
    - ドジラース

  - モモスラ
  - 雪の恋人怪獣 ピヨピー
  - 凍結怪獣 リューヒョーン
  - 阿寒湖怪獣 マリモーン
  - ハサミ怪獣 タラバガーニ
  - しりとり怪獣 リンゴリラ
  - 男鹿半島怪獣 ナマハーゲン
  - 鉄器怪獣 アイアンナンブ
  - 田子怪獣 ニンニクー
  - 大谷石怪獣 大岩五郎
  - ネバネバ怪獣 ナットー
  - かまぼこ怪獣 オダワラー
  - 茶畑怪獣 チャカテキーン
  - 地震怪獣 ウナギラス
  - 尾張怪獣 シャチホコゴン
  - 高原怪獣 ヒショッチ
  - エチゴヤ怪獣 ダイカーン
  - なにわ怪獣 タコヤキング
  - 真珠怪獣 パールくん
  - えひめ怪獣 ミカーン
  - うずしお怪獣 ナルトン
  - めんたい星人 ピリピリ
  - 長崎怪獣 サラウドン
  - サツマイモ怪獣 プープー
  - 魔よけ怪獣 シーサー
  - ハワイ怪獣 アロハメハ
  - インド怪獣 ゼロゼロー
  - メキシコ怪獣 サボテーン
  - カカオ怪獣 チョコット
  - 電波怪獣 エッフェルン
  - ペルー怪獣 チジョーエ
  - 巨壁怪獣 ベルリーン
  - タマセク怪獣 マーマーライ
  - ベルギー怪獣 小便小僧
  - ハルマゲドーン
  - 古代怪獣 デボンドビス
- メタルギアシリーズ
  - 遺伝子怪獣 ゲノラ
    - 対ゲノラ兵器 メカゲノラ

  - 異次元怪獣 ゴルルゴン
- 大怪獣デブラス
  - 大怪獣 デブラス
    - キングデブラ
    - クイーンデブラ
    - グレートデブラ

  - 古代鳥獣 ヤセギュルウス
- ガルクライト TDF2
  - パラテラス
  - メログ
    - メログG

  - ハンマクラン
  - ボザログデア
  - ザンレック
  - ティニラズ
  - グロテリア
  - ドボルザン
  - カートッシュ
    - カートッシュG

  - ダドレゲン
    - ダドレゲンG

  - タイザーク
    - タイザークG
- キング・オブ・ザ・モンスターズ
  - ジオン
  - ウー
  - ポイズンゴースト
  - ロッキー
  - ビートルマニア
  - アストロガイ
- キング・オブ・ザ・モンスターズ2
  - スーパージオン
  - サイバーウー
  - アトミックガイ
  - フュージキール
  - ホーンデュアウ
  - ヤムァモードン
  - キリキリ
  - サックアイズ
  - イートウォウ
  - キングファマーディー
- クイズ地球防衛軍
  - 科学超獣 ブレイン
  - 守護海獣 レムリアス
  - 漢字甲獣 コウラゴン
  - 映画貝獣 シネマイマイ
  - 特撮怪獣 ゴメラ
  - マンガ狂獣 ポンチェ
  - ホビー植物 ボンサイド
  - 宇宙凶獣 キングリドル
- AZITOシリーズ
  - スズキラー
  - モグロン
  - マウロンガー
  - サボンラー
  - ファルファディオン
  - ゴドロン
  - ゴールドキング
  - ペリグリム
  - サンドラー
  - バンボー星人
  - イポポ
  - ビークルト星人
  - フロンガ
  - シーギラン
  - バストーム星人
  - キングバストーム
  - トリシロン
  - ゴドンゾ
  - オクトタナモ
  - アストロバンボー
- 地球防衛軍シリーズ
  - 宇宙生物 ソラス
    - サイボーグソラス
    - ミニソラス
    - ソラス・キング

  - 宇宙生物 ヴァラク
    - ヴァラクサイボーグ体

  - 超巨大竜型生物 グレーター・ワイルド・ドラゴン
  - 怪生物 エルギヌス
  - 怪生物 アーケルス
  - 超巨大生物 ベイザル
- THE 大美人
  - 巨大双葉理保
  - クラゲ型生物
- スマガ
  - 悪魔（ゾディアック）
- TANK!TANK!TANK!
  - レッドドラゴン（ブラッドレッド・デスドラゴン）
  - 巨大ダコ（バトルシップオクトパス）
  - ブラックドラゴン（ライトニングダークドラゴン）
  - ビルロボ（ビルディングオブドゥーム）
    - ビルロボキング

  - グリフォン（ゴールデングリフォン）
  - タイタン（タイタン・ザ・ボルケーノ）
    - キングタイタン

  - アーマーコング
  - メカマンモス
    - グレートメカマンモス

  - ディアボロス
    - ディアボロスオメガ

  - オーバーロード
  - 暴君怪獣 タイラント
  - 怪奇隕石 アクマニヤ
  - カイザーベリアル
  - メカロボット怪獣 メカゴモラ
- 大帝国
  - 大怪獣 エアザウナ
  - 大怪獣 ガワタスガル・ビゥ
  - 大怪獣 富嶽
  - 大怪獣 ザラマンダー
  - 大怪獣 バージニア
  - 大怪獣 ニガヨモギ
- War Thunder
  - Daikaidzu-GD11a ガイジラ
- 怪獣が出る金曜日
  - 宇宙獣 フランクザウルス
  - 植物怪獣 パイラル
  - 原生怪獣 ダッドドン
  - 抽象生物 キュビニーズ
  - 強甲怪獣 カニクラブ
  - 飛竜怪獣 オードナー
  - 氷河怪獣 ペンドン
  - 巨大怪獣 プルトニア
  - 巨卵怪獣 ギードリアン
  - 最強怪獣 デモンギラス
  - 合体怪獣 ジャンボゴン
- 艦隊これくしょん -艦これ-
  - 弩ジラ

## 漫画・アニメ
- ザ☆ウルトラマン
- ウルトラマンUSA
  - 詳しくは「ウルトラ怪獣一覧」を参照
- SSSS.GRIDMAN
- SSSS.DYNAZENON
  - 詳しくは「円谷怪獣一覧」を参照
- のらくろ
  - 劍龍
- 怪獣ラバン
  - ラバン 
    - ラバン17号
- 忍者ハットリくん
  - ジッポウ
- 悪魔くん
  - ビチゴン
- おらぁグズラだど
  - グズラ
- ゲゲゲの鬼太郎（多数登場するため、以下は大型キャラクターの一部）
  - 大海獣（鯨神、ゼウグロドン、ゼオクロノドン）
    - 鉄の大海獣

  - 化け鯨
  - 蛟
  - 八岐大蛇
  - 妖怪獣 蛟龍
  - 妖怪獣 大なまず
  - 夜刀神
- キンドコング
  - モグラコング
- あばしり一家
  - すけべ怪獣 エッチラー
- ガルラ
  - 大怪獣 ガルラ
- キン肉マン
  - アブドーラ / アブドドーラ
  - アポロ・ザ・ジャイアント
  - イワオ
  - ウコン
  - エラギネス
  - オカマラス
  - オクトバスドラゴン
  - カッパトロン
  - ゴリザエモン
  - スプリンタソード / クビフリンガー
  - ダイキング
  - ダイブツラー
  - テンドン
  - バズーガーラ
  - ハリゴラス
  - フランキー
  - マンモラー
  - 長足ゴン
  - ナチグロン
- ハイスクール!奇面組
  - ゴジラドン
  - グモン
  - ブッコワス
  - マンガン
  - 宇宙昆虫 インセキト
  - 合体怪獣 カニドーラク
- 魔法の天使クリィミーマミ
  - ジュラ紀怪獣 オジラ
- きまぐれオレンジ☆ロード
  - 大怪獣 ジンゴロ
- トップをねらえ!シリーズ
  - 宇宙怪獣（変動重力源）
    - 兵隊級（兵隊怪獣 バボラー）
      - タンク

    - 巡洋艦級（巡洋艦怪獣 ギドドンガス）
      - 上陸舟艇
      - 高速型
      - 混合型
        - タイタン変動重力源

    - 合体型
    - 自爆型
    - 母艦型
    - 人間型
    - エグゼリオ変動重力源
    - ワープ怪獣 ボルゲラン
    - エーテル生命 ゲゲラギロン

  - 宇宙超獣
    - 宇宙超獣 ゲゲリウス
    - 超々巨大宇宙超獣 ゴルゴバトラーIII世
    - グレートアトラクター

  - 宇宙怪獣（バスター軍団）
    - ツインテール級
    - ビーストロン級
    - ゴーストロン級
    - ザザゴラス級
    - パララゴン級
    - ビーゴン級
    - ボクスター級
    - ベムバスター級
    - シルバーブルーメ級
    - ババルー級
    - アクマニアン級
    - プリズマー級
    - ビーキング級
    - ノコギリン級
- デメキング
  - 宇宙怪獣 デメキング
- 神の獣
  - オーガ
  - オーム
- 岸和田博士の科学的愛情
  - 怪獣X（ギョロン）
  - 宇宙の悪魔 安川君そっくり星獣
  - 悪2号（ブラックシルバー2号）
  - ザウルスドンJr.
- とっても!ラッキーマン
  - ブサイクゴン
- 江口寿史のなんとかなるでショ!
  - ウメラ
  - ンダナス
- 勇者警察ジェイデッカー
  - 人造巨龍 ガワン
  - ロボット怪獣 メカザウラー
  - バラクロン
- 名探偵コナン
  - ゴメラ
    - メカゴメラ

  - グモラス
- ザ・ワールド・イズ・マイン
  - ヒグマドン
- 空想科学大戦!
  - 巨大怪獣 ジラゴ
  - 骨強化巨大獣 ピラミッドン
  - 火炎軽量亀怪獣 ラメガ
  - 飛行蛾獣 スモラ
  - 電撃怪獣 ウナギング
  - カプセル怪獣 ピクルス
  - 冷凍怪獣 アイスゴン
  - 宇宙怪獣 キングラララ
- ケロロ軍曹
  - イカラ
  - カニメ
  - ガメーバ
  - アサガオン
  - ゼゼゼットトトソ
- WXIII 機動警察パトレイバー
  - 廃棄物13号
- UG☆アルティメットガール
  - ソフビ怪獣 グルマァク
  - 鉄道怪獣 シュポー
  - メディカル怪獣 お注シャー
  - 編集怪獣 メガミマスク
  - 蛸怪獣 ハチロー
  - クラシック怪獣 マーラー
  - 仏像怪獣 大二王
  - 同人誌怪獣 ムシューセー
  - アルティメットボーイ
  - 怪獣 ゴジモドキ
  - ホスト怪獣 ホストロイヤー
  - マッド怪獣 ヘルドクター
  - 軍服怪獣 ゲルトハイマー
  - 野菜怪獣 ナスイヌ
  - アルティメットガールZ
- クレヨンしんちゃん 伝説を呼ぶブリブリ 3分ポッキリ大進撃
  - シリマルダシ
  - クリラ
  - ラドンおんせん
  - ギュードン
  - 2960
  - カマデ
  - ババンバ・バン
  - サバシオ
  - ファ･イヤーン
  - ピースくん
  - ラビビーン関根
  - カトリーヌ三世
  - タ・ナシ
  - キリキリマイ
  - ポチタマタロミケ
  - ゴロドロ
  - 怪獣・ギター侍（怪獣・波田陽区）
- さよなら絶望先生
  - バリゾーゴン
- それゆけ! 外道乙女隊
  - ナマドン
  - ヤドヤン
  - ヒトデロン
- どんちゃ
  - ドドン
- モンスターキネマトグラフ
  - マミヤ
  - クミ
  - ユーリ
  - パトリシア
  - リンダ
- 家族戦隊ノック5
  - 宇宙怪獣 ミ゛ャーメス
  - 寄生怪獣 シュルゲー
  - 鉄球怪獣 ドーン
  - 流体怪獣 ゲルゾル
  - 火炎施竜 チャッカゴン
  - 音波怪獣 ミミリン
  - 膨張怪獣 ボイボイン
  - 宇宙怪獣 フラウッド
  - 水柱怪獣 ビューギャー
  - 吹雪怪獣 ムクザード
  - 泥人怪獣 ドドロ
  - 暴走怪獣 オーガ
  - 球根怪獣 キューランド
  - ギロンテス
  - ティラレックス
- あいまいみー
  - ドテゴン
- まりかセヴン
  - 地底怪獣 ゴリアデス
  - 宇宙寄生体 カリウス
  - 水棲怪獣 プレシウス
  - 怪鳥竜 テラバーン
  - 昆虫恐竜 ベベルギウス
  - 深海怪獣 グランケ
  - よろい怪獣 デスガイラ（ニャンゴロス）
  - 最凶獣 バルギプロス
  - 液体金属生命体 メギルダ
    - ニセまりかセヴン

  - 電撃怪獣 グテプラケネス
  - 電子毒蛇 ナジャス
  - 両棲怪獣 ジライヤー
  - 音波怪獣 ガルムンガ
  - 暴食怪獣 モルバリク
  - 岩石怪獣 ガライバ
  - 攻殻機動獣 ギガザ
  - 冷凍怪獣 ブリザードン
  - 浮遊怪獣 ブローダ
  - 結晶怪獣 ガリヤスタ
  - 液体怪獣 マキューア
  - 亀甲怪獣 ダルード
  - 凶鰐怪獣 ステラゴン
  - 磁力怪獣 ザンジバル
  - 火焔怪獣 コングレン
  - プラズマ怪獣 ビエラ
  - 螺旋貝獣 モバイガ
  - 大蜘蛛怪獣 バグモン（成体）
    - 大蜘蛛怪獣 バグモン（幼体）

  - 有刺怪獣 バリアント
  - 暗黒怪獣 パラゾイド
  - 電甲怪獣 エレゴラス
  - 反重力怪獣 グラビラー
  - 暗殺機人 タマミネーター
- 暗闇三太
  - 妖怪獣 ウランダー
- POWER PLANT No.33
  - 超巨大発電体33号 エレキマグマ
- コンクリート・レボルティオ〜超人幻想〜
  - 人吉爾朗
    - 見えない怪獣

  - 巨大原人 ガゴン（ビッグガゴン）
    - ギガントゴン
    - ベビーガゴン
    - メガゴン

  - 巨大怪獣 エバル
  - クラゲ型怪獣 ジェリーゴン
  - 宇宙怪獣
  - 瓦礫怪獣
- それいけ!アンパンマン（同作に登場する多くの怪獣が味方キャラクターのため悪役の怪獣は少ない）
  - かぜこんこん
  - アンコラ
  - ゴミラ
  - モカ
  - コアンコラ（上記のアンコラの子供)
- KJファイル
  - 放浪灼熱怪獣 ファンバーン
  - 黒霧怪獣 ゲソラマリ
  - 深海獣王 キングデプス
  - 棘状装甲獣 ヘルレギラ
  - 砂嵐怪獣 ジロルゴ
  - 多角怪獣 ムルティホルン
  - 暗転怪獣 ダンケルネビル
  - 巨猿獣 ファイヤーポンゴ
  - 水晶怪獣 クリスタピリス
  - 化石怪獣 プテロストー
  - 音叉怪獣 ゾォリグゼン
  - 被甲怪獣 ギウイラ
  - 強面怪獣 ツォンガドン
  - 歯状装甲獣 ヴァゾラス
  - 概念怪獣 ベグリフモンス
  - 凍結怪獣 イースビオン
  - 双頭雷龍 ダイギラファン
  - 鳥龍 テュルビュラースン
  - 散置怪獣 ムバラランダ
  - 怪獣犬 ソウバッカ
  - 超雑食怪獣 オムニバロン
  - 樹龍 ウッドラゴ
  - 始祖怪獣 プロトンガ
  - 太古怪獣 デスポタイタス
  - 三原色獣 カプライマー
  - 大蛇怪獣 ヒドロチ
  - 城壁怪獣 ウォルガモス
  - 釣り針古代怪獣 アムソンザウルス
  - 頭突き怪獣 ボグジィロン
  - 潮流怪獣 ボワッドス
  - 菌獣 クサビラァ
  - 凶悪親子怪獣 ダイダインガ
  - 猛禽怪獣 アルケイビス
  - 斬撃怪獣 サタンエスペード
  - 硬質棘怪獣 ディカブラスン
  - 深海獣妃 クィンデプス
  - 地底多角怪獣 トライセラー
  - 鳥人獣 フォウゲリアン
  - 磁力怪獣 マグニグマ
  - 終末怪獣 ガララボラス
  - 爆発蟻怪獣 バクアリンガ
  - 神獣 剛雷蟇
  - お散歩怪獣 ブラリゴン
  - 沼棲怪獣 ズンフーブ
  - 液状化怪獣 ミグゾガスタァ
  - 大鍬形怪獣 キングスタッグス
  - 天然鎧怪獣 デイドス
  - 幻影怪獣 ミラジュラス
  - 地鶏怪獣 モアヒガンテ
  - 暴風蝶 ヴォーモルフォ
  - 虫皇帝 カイザーインゼクト
  - 植物怪獣 プランタネテス

### 海外漫画・海外アニメ・OELマンガ
- Godzilla
  - ゴジラ 
    - ゴズーキー

  - 高温怪獣 ファイヤーバード
  - 高圧電気怪獣 メガボルト・モンスター
  - カビ怪獣 アースイーター
  - 岩石怪獣 ストーン・クリーチャー
  - 海草怪獣 シーウィード・モンスター
  - サイクロップス
  - 隕石怪獣 エナジー・ビースト
  - 超磁力怪獣
  - 巨人怪獣
  - ブリーダー・ビースト
  - 雪男 ワチュカ
  - 原始恐竜
  - パワー・ドラゴン
  - サイボーグ・クジラ
  - 巨大バエ
  - トカゲ怪獣
  - 重力を操る月巨人
  - トカゲ怪獣アゾール
  - 魔神・黄金の守護者
  - 巨大イカ
  - 深海大ダコ
  - 巨大フィッシュ
  - 巨大昆虫
- ミュータント・タートルズ
  - クランゲ皇帝
  - メガ・シュレッダー
- ベイマックス ザ・シリーズ
  - ケンタッキー怪獣
  - ゾンビザウルス（名前のみ）
- ゴジラ ザ・シリーズ
  - キング・オブ・モンスター ゴジラ（リザード）
  - キング・オブ・モンスター ゴジラ
    - 怪獣王 サイバーゴジラ

  - 巨大イカ
  - シー・レックス
  - 群体怪獣 マイクローブ
  - エル・グサノ
    - 再生エル・グサノ

  - ミュータント・ネズミ
    - 再生ミュータント・ネズミ

  - クリプトクレディアス
  - 改造竜 ガード・ドック
  - 電波怪獣　クラックラー
  - 巨大女王ミツバチ
    - 再生女王ミツバチ

  - 巨大ミツバチ
  - フォルドーザ
  - 鳥神 ケツァルコアトル（親）
    - 鳥神 ケツァルコアトル（雛）

  - アイスボラーズ
  - ネッシー（親）
    - ネッシー（子供）

  - 巨大キングコブラ
  - アルビノイエティ（ロボイエティ）
  - 巨大女王シロアリ
  - ミュータント巨大シロアリ
  - 巨大コウモリ
  - 変身怪獣 カメレオン（トライモンスター）
  - バチルス
    - バチルス（再生）
    - バチルス（幼生）

  - ジャイアントウィドースパイダー
  - バード・オブ・プレイ
  - テクノ・センティエント
  - シルバー・ハイドラ
  - DNAミミック
  - リザード・スレイヤーズ
  - スワンプビースト
  - ファイヤー・モンスター
  - ノルザグ
  - 巨大ハミングバード
  - メデューサ
  - ヒラモンスター
  - スコーピオン
  - シケーダ
  - 巨大サソリ
  - ミュータント・キノコ
  - シュルースター
  - 能力吸収怪獣 スキートラ
  - ミュータント・クラゲ
  - 未来怪獣 ドラグマ（完全体）
    - 未来怪獣 ドラグマ（不完全体）

  - コモディスラックス
  - ジャイアントタートル
  - ジャイアントヤマアラシ
  - ソーニイ・デビル
  - ミュータントリザード
  - ミュータントラット
  - ディープ・ドウェラー
  - ミュータント・ワーム
  - 巨大ウォーター・ビートル
  - 巨大ライノセラス
  - 地底怪獣 バラゴン（OPのみ）
  - 大グモ怪獣 クモンガ（OPのみ）
  - サイボーグ怪獣 フライングガイガン（OPのみ）
  - 守護神 マンダ（OPのみ）
  - バイオ怪獣 ビオランテ（未登場）

## 小説
- ムンジャクンジュは毛虫じゃない
  - ムンジャクンジュ
- 未来獣ヴァイブ
  - ヴァイブ
- ARIEL
  - マインアギラ
- レヴァイアサン戦記
  - レヴァイアサン
- 異獣の夏
  - 異獣
- 群青神殿
  - ニューク（Necton of Unidentified Killing Echo：未確認敵性遊泳体）
  - シーリボン
- 地球最大の決戦 終末怪獣エビラビラ登場
  - 終末怪獣 エビラビラ
- 空の中
  - 白鯨
- 海の底
  - サガミ・レガリス
- MM9
  - シークラウド
  - ヒメ
    - メドゥサ・アンドロメダ

  - グロウバット
  - メガドレイク
  - クトウリュウ
  - ガラスネーク
  - ゼロケルビン
  - ガイバーン
  - ガーディ
  - ゼオー
  - ングマ・モネネ
  - ンボンガ
  - オリティアウ
  - ムビエル・ムビエル・ムビエル
  - ヤミール
  - アギャーラ
  - カガミ（ミラ）
  - アブソーラス
  - ゴウキング
  - メカモグラ
  - ガラコブラ
  - ギガント
  - ゴズ
- Fate/Zero
  - 大海魔
- 侵略教師星人ユーマ
  - ディオナント星獣
- 荒神
  - つちみかどさま

## 絵本
- トリゴラス、トリゴラスの逆襲
  - トリゴラス

## その他の映像作品
- ウルトラマンメビウス外伝 ヒカリサーガ
- カネゴン KANEGON
- ウルトラ怪獣御殿
- ネスレ ウルトラファイト
- ウルトラマンオーブ THE ORIGIN SAGA
- ウルトラギャラクシーファイト ニュージェネレーションヒーローズ
- ウルトラギャラクシーファイト 大いなる陰謀
- セブンガーファイト
- ナースデッセイ開発秘話〜特務3課奮闘記〜
- ウルトラマン-シンガポールの新たな力-
- ウルトラギャラクシーファイト 運命の衝突
- シン・ウルトラファイト
- ウルトラマンレグロス
  - 詳しくは「ウルトラ怪獣一覧」を参照
- 帰ってきたアイゼンボーグ
- グリッドナイトファイト
  - 詳しくは「円谷怪獣一覧」を参照
- 桂小金治アフタヌーンショー
  - レッドアローン
- 豹マン
  - 地底怪獣 マンドラー
  - グレートマグモン
  - バルゴドン
- マチャアキ・前武・始まるョ!
  - マチャアキ怪獣 ガリガリ
  - マエタケ怪獣 ベロベロ
- ハッチャキ!!マチャアキ
  - お絵書き怪獣 ゴミラ
- ちびっこスペシャル
  - 怪獣神 テラインコグニータ
- 今夜は最高!
  - モジラ
- タケちゃんマン・ふぞろいの怪獣たち
  - ボロキレ怪獣 ツギハギドン
  - タケちゃんマン怪獣 タケちゃんマンギドラ
  - あみだ怪獣 アミダゴン
- さんまのまんま
  - まんま
- 仮面ノリダー
  - ヒゲゴジラ男
- キャプテンウルタカ
  - 磁石怪獣 ガンベル
  - 宇宙怪獣 ラッキー7
- ダウンタウンのガキの使いやあらへんで!
  - 巨大怪獣 ヤマラム
- 地球戦士フリルマン
  - 断水怪獣 ダンスイモグラ
  - しびれ怪獣 びっくらげビリビリ
  - ツバメ巣づくり怪獣 カンキデキン
  - 灰皿怪獣 ハイハイとぶぞーくん
  - D51怪獣 アツアツデゴイチ号
  - カギ量産怪獣 カギ道楽
- ウルトラドン
  - ツオイ怪獣 ウルトラドン
- ウチムラセブン
  - 宇宙怪獣 バブリー
  - いじめられっ子怪獣 ジメゴン
  - ロボット怪獣 プレッシャーン
- ヘドラーの山
  - ヘドラー
- 脱臭炭「"ヒーロー"篇」
  - ニオイドン
- カーコンビニ倶楽部「うのマンVSサソリーザ篇」
  - サソリーザ
- オリコカード「怪獣篇」
  - ポイントス
- バ怪獣 ゴメラ
  - バ怪獣 ゴメラ
  - ヨッちゃん
  - ヨッコラ
- セーラーファイト!
  - 触手獣 ムチー
  - 植物怪獣 ツタバラー
  - 凶悪怪獣 ナルトン
- ネギマン
  - ネギマン
  - 付喪神 マツエ・ジョー
- 西友「冬ギフ党」
  - 贈り物怪獣 ギフトン
- サンテ×ももクロ ニッポンきたぁ↑↑大作戦!
  - メガドヨン
- COME ON！関門!
  - 海峡怪獣 カイセンドン
- 保険見直し本舗「モンド星人編」
  - 地球外生命体 モンド星人
- 技術戦隊ビルメンダー
  - バスラ・ブラック
  - ミラーギャス（未登場）
- シリーズ怪獣区 ギャラス
  - ギャラス
- BLADER
  - エネルギー怪獣 エナジャイザー
- 巨大ヒーロー ヴィクトリアス
  - 暴君巨竜怪獣 タイタノス
  - 冷機怪獣 マギナザード
  - 侵略制圧怪獣 アキズラーエル

## 玩具
- マルサンのウルトラ怪獣シリーズ
  - ドラギラス
  - ガラパゴス
  - ラドラキング
  - キングゴジラ
  - ガラバドン
  - バメール
  - ドランゴ
  - シーブル
  - バドラ
  - エビレオン
  - トルトス海人
  - ダーグル
  - エレックス
  - ベラ
  - バロン
  - アンゴラス
  - ロギラ
  - ガルゴン
  - ガンブリヤ
  - モグリネス
  - ゴスラ
  - ガラン星人
  - フラン星人
  - バレール星人
  - バクラ
  - ザガラウス
  - カイバーク
  - ザバラ
  - ポンドラア
  - パラビラス
  - マンドラ
  - ジャイアントゴリラ
- ヨネザワ
  - サイドン
  - 宇宙原人
  - ガメゴン
  - ダブラ
  - ワニバ
  - ゴメラ
  - ギメゴン
  - トドラ
  - フー
  - ガーゴン
  - コブラー
- 日東のウルトラ怪獣シリーズ
  - 地底怪獣 ガマロン
  - 海底怪獣 ワニゴン
  - 原子怪獣 ドラゴン
  - 原子怪獣 ゴーゴン
- 童友社
  - 怪獣レーサー ペピラ
  - 怪獣レーサー ナゴン
- ミドリ
  - ガルネラ
  - ゴレム
- イマイ
  - ガルバ
  - バギラ
  - 水中怪獣 シウルス
  - 水上怪獣 シーザウルス
- アリイ
  - 公害怪獣 スモガ
  - 公害怪獣 ヘドロ
  - 騒音怪獣 ギャオー
- 東京マルイ
  - 火炎怪獣 ジラゴン
- 日本ホビー
  - ブラック・イーグル
  - キジラ
  - ウルトラバット
- カバヤ食品
  - 変色怪獣 バイオメロン
- ダイアクロン
  - 改造怪獣 マシンドラゴン
- たまごワールド
  - ファイアーモンスター
- ジオラマコレクション
  - 大怪獣 モジランテ
  - モジラス

## その他
- 後楽園ゆうえんち
  - スパイ大怪獣 ギラン
- 交野市星のまち観光協会
  - 宇宙怪獣 星のあまん
- 三朝町商工会
  - 湯けむり怪獣 ミササラドン
- ササダンゴン
  - 笹だんご怪獣 ササダンゴン
    - カビだんご怪獣 カビダンゴン

  - 桜花怪獣 華虎
    - 雪女怪獣 雪虎

  - きつね怪獣 コリン
  - トキ怪獣 トッキン
  - えんま怪獣 エンマー
  - 花火怪獣 ドンガー
  - きんぎょ怪獣 キンベー
  - カモシカ怪獣 オニッチョ
  - ヒスイ怪獣 マガタマン
  - にゃんこ怪獣 ちぐにゃん
  - あじさい怪獣 ゴマドン
  - 白鳥怪獣 アガノン
  - きのこ怪獣 キノコング
  - スワロー怪獣 ツバクロン
  - サーモン怪獣 イヨボヤン
- 山県市
  - ナッチョルくん
- 紋別ヒーロー倶楽部
  - オホーツク怪獣 モンベモン
- 松山市民演劇NEO
  - みかん怪獣 ドーゴん
- 立川市
  - ウドラ
- 髙寺成紀の怪獣ラジオ
  - ガチョラ
- 尼崎三和市場
  - 三和市場怪獣 ガサキングα
  - 三和市場怪獣 ガサキングβ
- 大分怪獣クラブ
  - 大怪獣 ブゴン
- ご当地怪獣
  - オブジェ怪獣 パンダン
  - おせっ怪獣 ヒョウガラヤン
  - 双頭怪獣 シャチホコング
  - 古代霊獣 ワゴン
  - 溶岩怪獣 ブルカン
  - 極限生命獣 バチルキング
  - 神鹿獣 シンロック
  - みかん怪獣 ミカゲラス
  - 守護鳥獣 カンムロン
  - 縄文怪獣 ドキラ
  - 山葵怪獣 ツーン
  - 猛毒怪獣 フグラ
  - 貝獣 キングギーガ
  - 樹氷怪獣 ジュヒョーン
  - カルデラ怪獣 アッソング
  - 百穴怪獣 ヒャクアノドン
  - 伝奇怪獣 バッケンドン
  - 少女怪獣 レッシー
  - 幻影怪獣 ジューニガイン
  - エコ怪獣 デデレコデン
  - 鉄器怪獣 アイアンジャー
  - 湿原怪獣 ミズバショラン
  - 丸呑み怪獣 ウノミドン
  - 砂漠怪獣 サキュモン
  - 饂飩怪獣 ウードン
  - 舞踏派怪獣 アワオドロン
  - 絶滅危惧怪獣 ムツゴロドン
  - 水龍獣 クンチロン
  - 鎧怪獣 ドクガンロン
  - たぬき陶獣 ポカポンゴン
  - 護法聖獣 テンガラス
  - 金印怪獣 ゴルスタン
  - 芳香怪獣 モモモン
  - 甲殻怪獣 カブトガニラ
  - 風神獣 トラジマー
  - 飛魚怪獣 アゴラー
  - 焼き芋怪獣 イモラス
  - 達磨怪獣 ダルーマ
  - 佃煮怪獣 ツクダニャゴン
  - 温泉怪獣 タマグラー
  - 鮮魚怪獣 サバサバラー
  - 甲殻怪獣 イセエビダス
  - 楽園果獣 マンゴラー
  - 三猿怪獣 サルザンス
  - 魔除魔獣 クタニャキング
  - 地獄怪獣 エンマダイオン
  - 眼鏡怪獣 メガネガオン
  - 梅干怪獣 ウメボーズ
  - 原始水棲獣 ガッパラス
  - 孔球怪獣 ゴルバッグ
  - 鶏卵怪獣 タマゴノドン
  - 樹木怪獣 スギノドン
  - テジャノドン
- 空想労働シリーズ サラリーマン ※本作では会獣という名称
  - 尻尾会獣 ロングテール
  - 巻貝会獣 サザエデス
  - 異次元人 リフ人
  - 二面会獣 オベッカー
  - 兄弟会獣 ダカエン
  - 兄弟会獣 ヤスエン
  - 不透明会獣 ショウライ
  - ギガトン会獣 ストレスドン
  - ロボット会人 ニセ・サラリーマン